# حكمت فهمي
حكمت فهمي (24 نوفمبر 1907 - 28 يونيو 1974)، ممثلة وراقصة استعراضية مصرية، عملت جاسوسة لصالح ألمانيا النازية ضد الحلفاء أيام الحرب العالمية الثانية.

## عن حياتها
ولدت في 24 نوفمبر عام 1907 بدمياط، وعملت كممثلة في فرقة علي الكسار، ثم كراقصة في فرقة بديعة مصابني، ولُقبت بسلطانة الغرام، وكان معروف عنها علاقتها القوية بضباط القوات البريطانية من خلال ترددهم على الملهى الذي كانت ترقص فيه، ولكن لظروف الحرب سافرت لأوروبا.
علاقتها بضباط بريطانيا التي كانت تحتل مصر آنذاك، دفع الألمان للتفكير في تجنيدها لصالحهم، وبالفعل نجحت في ذلك دون أن تعلم الراقصة المصرية بتجنيدها من خلال جاسوس ألماني أوقعها في شباك غرامه، وقد كشف الكاتب الصحفي محمود صلاح عن قصة الحب التي تحولت لشبكة تجسس شارك فيها الرئيس المصري الراحل محمد أنور السادات في كتابه «السادات والجاسوس».
ففي إحدى الليالي التي كانت ترقص فيها حكمت فهمي في ملهى بالنمسا، شاهدها رئيس المخابرات الألمانية فرشحها لترقص للزعيم النازي أدولف هتلر، ووزير دعايته غوبلز في ألمانيا، وعندما شاهدها غوبلز أمر بتجنيدها لصالح الألمان الذين كانوا على علم بشعبيتها عند ضباط الإنجليز في مصر.
تجنيد حكمت جاء عن طريق شاب قدم نفسه لها في الملهى الذي ترقص فيه في النمسا، على أنه طالب مصري اسمه حسين جعفر، وتمكن بعد ليلة وأخرى من التقرب منها، بل وأوقعها في حبه، ثم اختفى فجأة من حياتها.
حسين جعفر هو الضابط الألماني أبلر، وهو من أب وأم ألمانيان، انفصل كلاهما عن الآخر، وكانت الأم تعمل بمدينة بورسعيد، والتقت بمحام مصري تزوجها وتبنى الطفل، وأطلق عليه حسين جعفر، ولكنه عندما سافر إلى ألمانيا التقطته المخابرات الألمانية، وتم تجنيده لإتقانه اللغة العربية.
أول المهام التي أوكلت لأبلر كانت نسج علاقة غرامية مع الراقصة حكمت فهمي تمهيداً لتجنيدها، حتى يتمكن من خلالها في الحصول على خطة بريطانيا من حيث «أين ستركز دفاعاتها، وعدد القوات البريطانية ونوعها، ومدى تعاون الجيش المصري معهم إذا بدأت المعركة؟».
وعندما نشبت الحرب العالمية الثانية، عادت حكمت لمصر لترقص في ملهى الكونتيننتال، دون أن تعلم أنها وقعت في فخ «الجاسوسية» لصالح ألمانيا، ومنه انتقلت لملهى الكيت كات ليبدأ هناك إبلر في الاتصال بها مرة أخرى، بعد أن نجح هو وزميله مونكاستر في دخول مصر من خلال التنكر في أزياء الزي العسكري البريطاني.
وبعد عدة لقاءات بين حكمت وأبلر، فهم منها الجاسوس الألماني مدى كرهها للإنجليز، ليكشف لها عن شخصيته، وعن مهمة التجسس التي كلفه بها قائده روميل الذي كان أعتاب العلمين بعد عدة انتصارات حققها على جيش الحلفاء، ومن هنا أبدت حكمت فهمي استعدادها للتعاون مع الألمان.
سلطانة الغرام قامت بتأجير عوامة قريبة من عوامتها لأبلر، ومنها كان يتواصل الجاسوس الألماني مع روميل من خلال جهاز اللاسلكي، وفجأة، لاحظ جعفر عدم رد المخابرات الألمانية عليه، فطلب من حكمت البحث عن شخص تثق فيه لإصلاح جهاز التجسس، لإتمام مهمتهما في مصر.
حكمت لجأت لحسن عزت صديق الضابط المصري أنور السادات حينها، والذي وافق على إصلاح الجهاز فور علمه بمهمة الجاسوسان الألمان، لكره السادات الشديد للإنجليز، وحمل السادات الجهاز في حقيبته متجهاً إلى بيته في كوبري القبة، بينما استمر إبلر في نشاطه بجمع المعلومات من داخل النوادي الليلية التي يسهر فيها الضباط والجنود الإنجليز بمساعدة حكمت.
أبرز الخدمات التي قدمتها حكمت فهمي للألمان، كانت عن طريق الميجور سميث الذي كان متيّم بها، إذ نجحت في الحصول منه على معلومات مهمة عندما أخبرها في إحدى الليالي أنه مسافر إلى ميدان الحرب على الخطوط الأمامية.
في هذه الليلة ألغت حكمت فهمي رقصتها لتقضي السهرة معه في عوامتها، وهناك دست له المخدر في كأس الويسكي لتحصل منه على أخطر تقرير، يتضمن كافة المعلومات التي يبحث عنها إبلر، فهرولت إليه ومنحته التقرير الذي يحتوي على كافة المعلومات عن القوات النيوزيلندية، ووحدات من جنوب أفريقيا، وأستراليا، بالإضافة إلى وحدة أخرى قوامها 5 آلاف جندي كانت سترسل إلى الإسكندرية، و 2500 لغم لتعزيز الخط الدفاعي، وتركيز الدفاع في العلمين نفسها وليس على بعد عدة أميال كما كان يعتقد روميل.
إبلر حصل على التقرير وهرول إلى زميله مونكاستر الذي أخبره بأن المخابرات الألمانية طلبت منهم عدم إرسال معلومات إلا لو كانت مهمة، وتحديداً في الثانية عشر مساءً، إذ أن صديقيهما الجاسوسين اللذين يتلقيان إشارتهما تم القبض عليهما في السجون البريطانية.
حقيقة إبلر كجاسوس ألماني كشفتها رفيقته الراقصة الفرنسية اليهودية وكانت تُدعى إيفيت التي عملت لصالح الوكالة اليهودية في مصر. حيث كانت تقضي ليلة عنده في العوامة، ومن خلال حديثه إلى صديقه بالألمانية عن جهاز الإرسال، والمعلومات التي بحوزتهما، عرفت حقيقة شخصيته فأبلغت قادتها، الذين أبلغوا المخابرات البريطانية التي كانت تبحث بدورها عن جاسوس ألماني وردتها أخبار عن عمله في مصر.
ومن هنا تم إلقاء القبض على إبلر ومونكاستر، وحكمت فهمي، والرئيس الراحل أنور السادات الذي أنكر معرفته بالجواسيس الألمان، ولكنه عوقب بالاستغناء عن خدماته بقرار ملكي -كضابط في الجيش المصري- وتم خلع الرتب العسكرية من على كتفه.
وداخل سجن الأجانب التقى جميع أطراف قضية التجسس، إبلر وصديقه مونكاستر، وحكمت فهمي والسادات، ورفيقه حسن عزت، وعندما وصل وينستون تشرشل رئيس وزراء بريطانيا إلى مصر، طلب رؤية الجواسيس الألمان، ووعدهما بألا يحكم عليهما بالإعدام إذا اعترفا وباحا للمخابرات البريطانية بسر الشفرة التي كانا يستخدماها في التواصل مع المخابرات الألمانية، وقررا التعاون والإفصاح عن الشفرة، وهو ما ساعد القوات البريطانية في خداع روميل ثعلب الصحراء.
إبلر وصديقه مونكاستر عادا إلى ألمانيا، أما حكمت فهمي فقد ساءت حالتها النفسية، وتمكنت من الخروج من السجن بعد أن دفعت رشوة مالية قدرها 200 جنيهاً.

## حياتها الشخصية
على المستوى الشخصي، تزوجت الراقصة المصرية من المخرج محمد عبد الجواد، وأنجبت منه أبنائها، وقد قدمت الإذاعة مذكراتها في حلقات في الستينات، كما أخرج حسام الدين مصطفى فيلماً عن جزء من حياة حكمت التي توفيت في 28 يونيو 1974 يحمل اسم «الجاسوسة حكمت فهمي» قامت ببطولته الفنانة المصرية نادية الجندي.

## أفلامها
- المتشردة
- رباب
- العزيمة
- تيتاوونج
- الزواج
- جهنم في الرمال

## روابط خارجية
- حكمت فهمي على موقع IMDb (الإنجليزية)
- حكمت فهمي على موقع الدهليز
- حكمت فهمي على موقع قاعدة بيانات الأفلام العربية